# Shalma ben Tabia
Shalma ben Tabia was hogepriester van de Samaritanen van 1798 tot 1855. Volgens de Samaritaanse traditie was hij de 118e hogepriester sinds Aäron.
Toen zijn vader Tabia ben Yitzhaq ben Abraham, die voor hem hogepriester was, in 1787 overleed, zou Shalma hem moeten opvolgen, omdat hij op dat moment de oudste (en enige) nog in leven zijnde mannelijke nakomeling van Itamar was, de zoon van de eerste hogepriester Aaron. Shalma was op dat moment echter nog maar vier jaar oud was en daarmee te jong de hogepriesterlijke verantwoordelijkheden op zich te nemen. Oudsten uit de andere Samaritaanse families ontfermden zich over zijn onderwijs en ontwikkeling. Toen Shalma vijftien jaar oud was, werd hij door de Samaritaanse gemeenschap geschikt bevonden het ambt van hogepriester op te nemen, dat sinds de dood van Tabia ben Yitzhaq ben Abraham onvervuld was gebleven.
In de eerste jaren van Shalma's hogepriesterschap leefde de Samaritaanse gemeenschap in Sichem in betrekkelijke rust. In de eerste helft van de 19e eeuw waren er echter verschillende keren problemen met veel grotere moslimbevolking ter plaatse en de Ottomaanse bestuurders. Aan het begin van de 19e eeuw werd Samaritanen de toegang tot de voor hen heilige berg Gerizim ontzegd, een situatie die in 1820 weer werd opgeheven door ingrijpen van het Britse consulaat. Een tweede situatie deed zich voor in 1842, toen de religieuze leiders in Sichem de bevolking opriepen de Samaritanen uit te roeien op beschuldiging van atheïsme, omdat het Oud-Hebreeuws schrift van de Samaritaanse Pentateuch voor hen als niet-Samaritanen onbegrijpelijk was, wat twijfel over godsdienstige overtuiging in de hand werkte. De ondergang van de gemeenschap werd voorkomen doordat de opperrabbijn van de Joodse gemeenschap in Jeruzalem de Samaritanen in bescherming nam en hen erkende als een richting binnen het Jodendom, die de Thora in ere hield.
Voor Samaritanen reikt de betekenis van Shalma ben Tabia verder dan alleen zijn hogepriesterschap. Tot hij zelf kinderen kreeg, was Shalma de enige nog in leven zijnde priester. Heel de tegenwoordige Samaritaanse priesterfamilie stamt daarmee van hem af.